# Sofitel Warsaw Victoria
Le Sofitel Warsaw Victoria est un hôtel cinq étoiles situé rue Królewska 11 à Varsovie, en Pologne.

## Histoire
L'hôtel a été construit en 1973-1976 sur la place Zwycięstwa (« place de la victoire », d'où le nom ; actuellement place du maréchal Józef Piłsudski) par la société suédoise Skanska Cementgjuteriet sur le site du palais de Kronenberg (pl), incendié en 1944 et démoli en 1962. Le contrat pour la construction de l'hôtel « Lux-Kongresowy » entre la société suédoise et l'entreprise d'État Orbis a été signé en décembre 1973. En juin 1975, à la suite d'un plébiscite remporté par M. et Mme Arachanowicz de Varsovie, l'hôtel en construction fut renommé Victoria (cependant, ayant appartenu pendant de nombreuses années à la chaîne InterContinental, son nom complet était Victoria Intercontinental). Depuis 2001, l'hôtel fait partie de la chaîne Sofitel.
L'hôtel est l'œuvre d'une équipe d'architectes polono-suédoise : Zbigniew Pawelski, Leszek Sołonowicz, Andrzej Dzierżawski, Derek Fraser, Kurt Hultin et Stanisław Kaim. Le bâtiment est fait de béton blanc et est équipé de fenêtres à verre réfléchissant cuivre-or et de portes automatiques. 
Le 1er août 1981, une tentative d'assassinat a lieu dans l'hôtel, sur la personne d'un Palestinien, Abu Daoud (surnommé Mohammed Oudeh Daud), soupçonné par le Mossad d'être impliqué dans les attentats de Munich, qui occupait la suite présidentielle. Le 16 janvier 1986, le Congrès des intellectuels pour la défense de l'avenir pacifique du monde a débuté à l'hôtel avec la participation de représentants de 50 pays.
En novembre 1987, une antenne permettant la réception de la télévision par satellite est installée sur le bâtiment de l'hôtel.
En septembre 1989, le premier casino de Varsovie depuis 1945 ouvre dans l'hôtel. L'entrée en était gratuite, mais on ne pouvait y jouer qu'en devises étrangères.
L'hôtel propose 368 chambres, dont 75 chambres de luxe et 33 suites.

## Dans la culture populaire
L'hôtel apparaît dans de nombreux films et séries télévisées de la République populaire polonaise (dont 07 zgpowiedz się, Co mi zrobisz, jak mnie złapiesz, Kingsajz, Koty to dranie, Miś, Piłkarski poker, Wielka majówka, Wielki Szu, Zmiennicy, et Kogel-mogel) ; il est également visible dans la série policière Ekstradycja.